# John C. Kenefick
John C. Kenefick (* 26. Dezember 1921 in Buffalo; † 15. Juli 2011 in Omaha) war ein US-amerikanischer Eisenbahnmanager. Er war zwölf Jahre lang Präsident der Union Pacific Railroad.
Der Sohn eines Anwaltes studierte an der Princeton University Maschinenbau. Nach seinem Abschluss 1943 arbeitete er sechs Monate im Mechanical Department der New York Central Railroad. Dann folgte ein dreijähriger Militärdienst bei der US Navy, unter anderem auf der USS Devosa. Diesen absolvierte er überwiegend im Pazifik. Danach nahm er eine Stelle bei der Union Pacific Railroad als technischer Zeichner an.
Bei der Union Pacific Railroad arbeitete er auch als Bremser und als Assistent Trainmaster. 1952 wechselte er zur Denver and Rio Grande Western Railroad und später mit Alfred E. Perlman zur New York Central Railroad. Hier stieg er unter Perlman im Management auf. Nach der Bildung der Penn Central wurde er im Februar 1968 zum Vizepräsidenten für das Transportwesen bestimmt. Auf Grund der vorhandenen Differenzen im Management nach der Fusion verließ Kenefick bereits nach drei Monaten die Penn Central und übernahm den Posten des Vizepräsidenten für den operativen Betrieb bei der Union Pacific Railroad. 1969 wurde er stellvertretender Vorsitzender und 1970 wurde Kenefick zum Chief Executive Officer der Union Pacific Railroad gewählt. Ab 1971 war er außerdem Präsident der Bahngesellschaft.
Während seiner Amtszeit stieg der Umsatz des Unternehmens von einer Milliarde Dollar auf 8 Milliarden Dollar und der Gewinn von 75 Millionen Dollar auf 500 Millionen Dollar. Er sorgte für laufende Investitionen in das Netz der Union Pacific und optimierte die betrieblichen Einrichtungen. Durch die Fusion der Union Pacific Railroad mit der Missouri Pacific Railroad und der Western Pacific Railroad 1982 konnte er das Streckennetz der Gesellschaft verdoppeln. Im Zuge der Fusion wurde er 1983 Aufsichtsratsvorsitzender (chairman) der Union Pacific Railroad.
Außerdem legte er den Grundstein für den Bau einer gemeinsamen Bahnstrecke mit der Chicago and North Western Railway in das Kohlerevier des Powder River Basins sowie der Übernahme der Chicago and North Western Railway und der Missouri-Kansas-Texas Railroad. 1986 ging John C. Kenefick in den Ruhestand.
Neben seiner beruflichen Tätigkeit war er Treuhänder der Princeton University sowie Mitglied in verschiedenen gemeinnützigen Organisationen in Omaha. Im Jahr 1978 war er der „König“ der Aksarben Foundation, einer gemeinnützigen Organisation in Nebraska.
1989 wurde ihm zu Ehren am Abbott Drive in Omaha der Kenefick Park eingeweiht. Im Park waren bis 2002 zwei Lokomotiven der Union Pacific Railroad ausgestellt. 2004 wurden die Lokomotiven im neu geschaffenen Kenefick Park im Lauritzen Gardens aufgestellt. 
John C. Kenefick war verheiratet und hinterlässt eine eigene Tochter sowie vier Stiefkinder.